# 野村重臣

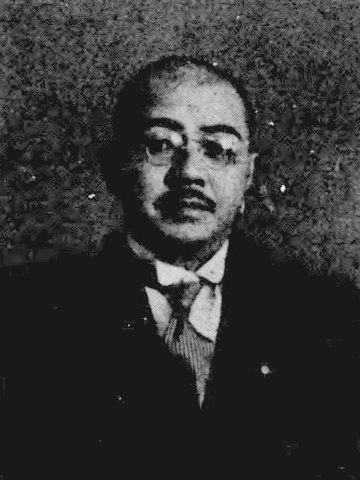
野村重臣

野村 重臣（のむら しげおみ、1901年 - 1954年）は、民法学者・政治評論家。大日本言論報国会理事。

## 経歴
石川県出身。同志社大学法学部政治科を卒業し同大助教授となるが、右翼的・国粋主義的な言論について学内で反発を呼び、1936年『同志社論叢』に寄稿した論文「日本国民社会科学の建設と国体の真実」が不掲載となったことをきっかけとして林要・田畑忍・松山斌を左翼偏向と糾弾し、同僚の古谷美貞と計らって林らの解雇を要求。これに対し湯浅八郎総長は林を馘首するものの、その一方で古谷ともども野村も大学を解雇される。
その後も野村は学外で右翼団体や配属将校を巻き込みながら湯浅や同志社内のリベラル・左派系の教員への攻撃を続け、翌1937年には瀬川次郎・村井藤十郎両教授らが野村に同調する形で湯浅総長に上申書を提出。湯浅総長と憲兵司令官の中島今朝吾とで善後策を協議した結果、具島兼三郎と林信雄が解雇・田畑が休職処分となった。
同志社大学退職後は右翼的著述やラジオでの時事解説に専念し、国民精神総動員本部調査部長などを歴任。特に反ユダヤ主義のイデオローグとして名を馳せ、1942年に言論報国会が発足すると理事に就任した。

## 著書
- 『日本民法要綱 総則編』更生閣 1935
- 『同志社大学を去るに臨みて 同志社教育粛清の必要』私家版、1936
- 『日本国民社会科学の建設と国体の事実』京文社 1936
- 『林要氏はマルキストである』京文社 1936
- 『機關説以上の邪説赤化憲法論批判』日本國民科學研究所 1937
- 『近代日本政治社会思想史大系』国民評論社 1941
- 『戦争と思想』富強日本協会 1942
- 『現代思想戦史論』旺文社 日本思想戦大系 1943
- 『思想戦と言論報国会』昭和書房・日本政治パンフレット 1943

## 共著
- 『農は国の本なり』三浦藤作,林恵海共著 満洲移住協会 満洲開拓叢書 1943

## 註記
1. ↑  三浦藤作、林恵海、野村重臣 共著 『満洲開拓叢書14 農は国の本なり』 満洲移住協会、1943年、291頁
2. ↑  『同志社百年史』 通史編二、1103-1112頁
3. ↑  『同志社百年史』 通史編二、1116-1136頁
4. ↑  一方で解雇を要求した瀬川・村井も同時に教授職を辞任している（『同志社百年史』 通史編二、1135頁）。

## 参考
- 西田毅, 脇圭平, 上田健二, 梅津実, 伊藤弥彦, 深田三徳, 岩野英夫, 富沢克「戦時下の同志社と私 : 田畑忍先生に聞く(一) : 法学部史」『同志社法學』第31巻第1号、同志社法學會、1979年5月、58-98頁、doi:10.14988/pa.2017.0000009878、NAID 110000199571。
- 同志社社史史料編集所, 同志社『同志社百年史』同志社、1979年、1103-1120, 1130-1136頁。 NCID BN01577053。
- 伊藤隆、季武嘉也編 『近現代日本人物史料情報事典4』 吉川弘文館、2011の「野村重臣」204-5pp、伊藤隆執筆。
- 駒込武「戦時同志社史再考 : 帝国史の視点から」『キリスト教社会問題研究』第62巻、同志社大学人文科学研究所、2013年12月、103-134頁、doi:10.14988/pa.2017.0000013373、NAID 110009660112。